# Liste der Bodendenkmale in Wülknitz
In der Liste der Bodendenkmale in Wülknitz sind die Bodendenkmale der Gemeinde Wülknitz und ihrer Ortsteile nach dem Stand der Auflistung von Harald Quietzsch und Heinz Jacob aus dem Jahr 1982 aufgelistet. Eventuelle Änderungen und Ergänzungen, insbesondere aus der Zeit nach der Wende, sind nicht berücksichtigt, da für Sachsen aktuell keine neueren allgemein zugänglichen Bodendenkmallisten vorliegen. Die Baudenkmale sind in der Liste der Kulturdenkmale in Wülknitz aufgeführt.
| Denkmal-ID | Fundart            | Ortsteil | Bezeichnung | Zeitstellung | Lage                                                             | Bemerkungen | Bild |
| ---------- | ------------------ | -------- | ----------- | ------------ | ---------------------------------------------------------------- | --- | ---- |
| ?          | Befestigung > Burg | Streumen | Wasserburg  | Mittelalter  | nordöstlicher Ortsrand, im Garten zwischen Gehöft und Floßgraben | weitgehend eingeebnet, unterirdisch erhalten, Schutz seit 30. April 1938, erneuert 12. November 1957                             |      |
| ?          | Befestigung > Burg | Streumen | Wasserburg  | Mittelalter  | südwestlicher Ortsrand, nördlicher Winkel der Dorfstraße         | weitgehend eingeebnet, unterirdisch erhalten, Schutz seit 30. April 1938, erneuert 12. November 1957                             |      |
| ?          | Befestigung > Burg | Tiefenau | Wasserburg  | Mittelalter  | im Ort, im Abbau östlich des Guts, nördlich der Straße           | Turmhügel mit trockengelegtem Graben, durch neuzeitliches Wohnhaus überbaut, Schutz seit 2. Mai 1939, erneuert 12. November 1957 |      |